# Moshe Wallach
Pour les articles homonymes, voir Wallach.
Moshe Moritz Wallach dit Moshe Wallach, né le 28 décembre 1866 à Cologne, en province de Rhénanie et mort le 8 avril 1957 à Jérusalem en Israël, est un médecin israélien d'origine allemande qui fonde le Centre médical Shaare Zedek de Jérusalem en 1902, en étant son premier directeur médical, jusqu'en 1947.

## Biographie
Moshe Wallach, est né le 28 décembre 1866 à Cologne, en Allemagne.
Il est le fils de Joseph Wallach et de Marianne Miriam Levy. Joseph Wallach est né  en 1841 à Euskirchen (Cologne), et est mort en 1921. Marianne Miriam Levy est née en 1838 à Bad Münstereifel, en Allemagne.
Après leur mariage en 1863, Joseph Wallach et Marianne Wallach s'établissent à Cologne. Joseph Wallach est un des fondateurs de Adass Jeshurun, la communauté juive orthodoxe, dont il est plus tard le président.
Moshe Wallach fait partie d'une fratrie de sept enfants, dont Otto Wallach (né le 14 septembre 1868 à Cologne), Hanna Meyer (née le 10 août 1873 à Cologne), le docteur Karl Elieser Wallach (nè le 9 novembre 1876 à Cologne et mort en 1947 à Jérusalem), Simon (Shimon) Wallach (mort en 1950) et Max Meir Wallach (né le 3 juillet 1875 et mort le 20 novembre 1939) et Arie Jehuda Ludwig Wallach.

### Études
Moshe Wallach étudie au Friedrich-Wilhelm-Gymnasium de Cologne, et à l'école juive dépendant de la communauté orthodoxe de la ville.
Il fait ses études de médecine à l'université de Berlin.  Et à l'université de Würzburg. Il devient médecin en 1889.

### Jérusalem
La communauté juive de Francfort-sur-le-Main et le  Vaad Hapekidim V’hamarkalim d'Amsterdam, qui financent le Vieux Yichouv envoient Moshe Wallach comme médecin pour le Yishouv.
À l'âge de 24 ans, Il s'installe en 1891 à Jérusalem, et ouvre une clinique dans la Vieille ville de Jérusalem. Il acquiert un terrain vide en dehors de la vieille ville afin d'établir un hôpital moderne. Ouvert en 1902, il le nomme Shaare Zedek (Les portes de la justice) (Zedek est proche de Tsedaka, charité). Une petite ferme est attachée à l'hôpital. Moshe Wallach est le directeur de l'hôpital jusqu'à sa retraite en 1947. Il assure que son institution suive les fondements du Judaïsme orthodoxe.

### Pionnier de la médecine
Moshe Wallach a un rôle de pionnier dans la médecine en Israël. Il introduit la trachéotomie, le vaccin contre la diphtérie. Il lutte contre la malnutrition. Avant l'établissement de l'État d'Israël, il visite le domicile de ses patients à Jérusalem, se déplaçant avec son âne.